# 放射束
放射束（ほうしゃそく、英語: radiant flux）とは、ある面を時間あたりに通過する放射エネルギーを表す物理量である。SI単位はワット（記号: W）が用いられる。
放射源を囲う面を通り抜ける全放射束は放射源の仕事率（power）に等しい。放射源が電流によるものであれば、損失がなければ、消費電力と等しく、放射電力（ほうしゃでんりょく、英語: radiant power）とも呼ばれる。
一般的には電磁波に対して放射束の概念を用いることが多いが、エネルギーの放射であれば放射束の概念を用いることができて、音波や粒子線の放出に対しても放射束を考えることができる。

## 電磁波の放射
電磁波の放射に対しては、波長ごとの放射束を考えることが出来る。波長ごとの放射束は分光放射束、あるいはスペクトル放射束と呼ばれる。しばしば可視光付近の波長の単位としては nm が用いられるので、この場合の分光放射束の単位は W/nm となる。
波長 λ の電磁波の分光放射束を Φλ とすれば、放射束は
{\displaystyle \Phi =\int _{0}^{\infty }\Phi _{\lambda }\,d\lambda }
となる。

### 測光量
可視光域の電磁波の放射に対して、ヒトの視覚が感じる度合い（同じエネルギーでも緑が明るい）を考慮して、波長毎に重み付けをすることで、光束と呼ばれる心理物理量が導入される。重み付けされた光束は仕事率ではない。
波長ごとの重み付けとして視感度 Kλ を用いて、光束は
{\displaystyle \Phi _{\text{v}}=\int _{0}^{\infty }K_{\lambda }\Phi _{\lambda }\,d\lambda }
で定義される。
光束は仕事率ではないので、SIにおいて測光量には独自の次元が与えられている。

## 放射量の国際単位系
| 物理量         | SI単位                             | 記号    | 備考                     |
| -------------- | ---------------------------------- | ------- | ------------------------ |
| 放射エネルギー | ジュール                           | J       | 光における光度エネルギー |
| 放射束         | ワット                             | W       | 光における光束           |
| 放射強度       | ワット毎ステラジアン               | W/sr    | 光における光度           |
| 放射輝度       | ワット毎ステラジアン毎平方メートル | W/sr/m2 | 光における輝度           |
| 放射照度       | ワット毎平方メートル               | W/m2    | 光における照度           |
| 放射発散度     | ワット毎平方メートル               | W/m2    | 光における光束発散度     |
| 分光放射輝度   | ワット毎ステラジアン毎立方メートル | W/sr/m3 |                          |
| 分光放射照度   | ワット毎立方メートル               | W/m3    |                          |